# Barnston-Ouest
Barnston-Ouest è un comune del Canada, situato nella provincia del Québec, nella regione di Estrie.